# Chah-e Ali Sarbazi
Chah-e Ali Sarbazi (em persa: چاه علي سربازي, também romanizada como Chāh-e ʿAlī Sarbāzī) é uma aldeia do distrito rural de Esfandar, no condado de Abarkuh, na província de Yazd, Irã.